# ProRes
ProRes è un codec video della Apple per il formato QuickTime. Nato come formato per il montaggio, in seguito è stato usato come formato di registrazione nelle telecamere professionali e video recorder destinati al campo broadcast.

## Versioni
È stato introdotto con la versione 6 del software di montaggio video Final Cut Pro allo scopo di creare un flusso di lavoro di qualità virtualmente analoga a quella svolta su video non compresso ma con un ingombro di spazio notevolmente inferiore. La prima versione prevedeva un sottocampionamento analogo a quello dei formati broadcast, il 422; con la nuova versione di Final Cut Pro è stato introdotto il ProRes 4444, privo di sottocampionamento e dotato di canale alpha.
Il formato ProRes supporta diverse velocità di trasmissione dati e risoluzioni per varie applicazioni. Il formato ProRes 4444, le supporta tutte eccetto una delle versioni del ProRes con sottocampionamento della crominanza di 4:2:2 e profondità di colore a 10 bit. Il formato ProRes 4444 accetta una profondità di colore a 12 bit e con il canale alpha salva fino a 16 bit per pixel.

## ProRes 422

### Caratteristiche
- 4K, 2K, HD (fino a 1920x1080), e risoluzioni Standard Definition
- Sottocampionamento della crominanza 4:2:2
- Profondità campionamento 10-bit
- Codifica I frame-solo
- Codifica a bit-rate variabile (VBR)

## ProRes 4444
ProRes 4444 è un altro formato di compressione dati lossy sviluppato da Apple Inc. per l'utilizzo in post produzione. È stato introdotto in Final Cut Studio (2009).

### Caratteristiche
- 4K, 2K, HD (fino a 1920x1080), e risoluzioni Standard Definition
- Sottocampionamento della crominanza 4:4:4
- Profondità campionamento fino a 12-bit
- Codifica a bit-rate variabile (VBR)
- Supporto canale Alfa

| Risoluzione | fps      | ProRes 422(Proxy) | ProRes 422 (LT) | ProRes 422 | ProRes 422 (HQ) | ProRes 4444 (Senza canale Alpha) |
| ----------- | -------- | ----------------- | --------------- | ---------- | --------------- | -------------------------------- |
|             |          | Mb/s              | Mb/s            | Mb/s       | Mb/s            | Mb/s                             |
| 720 x 576   | 50i, 25p | 12                | 28              | 41         | 61              | 92                               |
| 1280x720    | 25p      | 19                | 42              | 61         | 92              | 138                              |
| 1440x1080   | 50i, 25p | 32                | 73              | 105        | 157             | 236                              |
| 1920x1080   | 50i, 25p | 38                | 85              | 122        | 184             | 275                              |
| 1920x1080   | 50p      | 76                | 170             | 245        | 367             | 551                              |
| 2048x1024   | 25p      | 43                | 97              | 140        | 210             | 315                              |
| 2048x1024   | 50p      | 86                | 194             | 280        | 419             | 629                              |
| 3840x2160   | 25p      | 151               | 342             | 492        | 737             | 1106                             |
| 8192x4320   | 25p      | 649               | 1460            | 2097       | 3146            | 4719                             |